# モエレ沼
モエレ沼（モエレぬま）は、北海道札幌市東区モエレ沼公園にある沼である。

## 概要
石狩低地帯に残る豊平川、あるいは石狩川の河跡湖である。名称はアイヌ語の「モイレ・ペッ」（流れの遅い川）から来ている。
明治の頃は沼の水域はさらに北側まで伸びており、辺り一帯が低湿地帯であった。大正時代に入ると沼の周りを乾燥させるために排水路の「アカンボ川」（現在の赤坊川）が掘られ、現在の大きさにまで縮小した。大正から昭和40年代までは周囲の水田へ農業用水を送っていたが、1966年以降、減反による影響で水田は姿を消した。
その後は札幌市内より大量に出されるゴミの埋め立て地とされていたが、沼の内側の地盤整備が行われ、彫刻家・イサム・ノグチの設計によるモエレ沼公園として整備された。水面標高5m、面積0.24km2。
沼は南西に口を開いた「つ」の字形をしている。口を開いた部分を雁来新川が流れているので、この川と沼に囲まれた地区は水に囲まれた地勢となる。モエレ沼は東の端でこの雁来新川から水を取り入れ、西の端で合流する。合流点から川下は、篠路新川と呼ばれる。よってモエレ沼は流速の遅い川とみなせなくもない。その場合、川の長さは約5kmである。
沼と川で囲まれた地区の大部分は、モエレ沼公園になっている。その中心は設計者イサム・ノグチの着想をふんだんに盛り込んだ人工的な公園だが、沼の岸では自然環境の保全が重視されている。その分モエレ沼そのものは目立たない。
周辺は札幌市街の縁辺にあたり、西・南・東側の一部が住宅地で、西には丘珠鉄工団地もある。南西にはサッポロさとらんどという農業体験施設がある。その他は農地である。

## 橋
- 清風橋
- 水郷東大橋
- 水郷西大橋
- 水郷北大橋